# Dahl (Luxemburg)

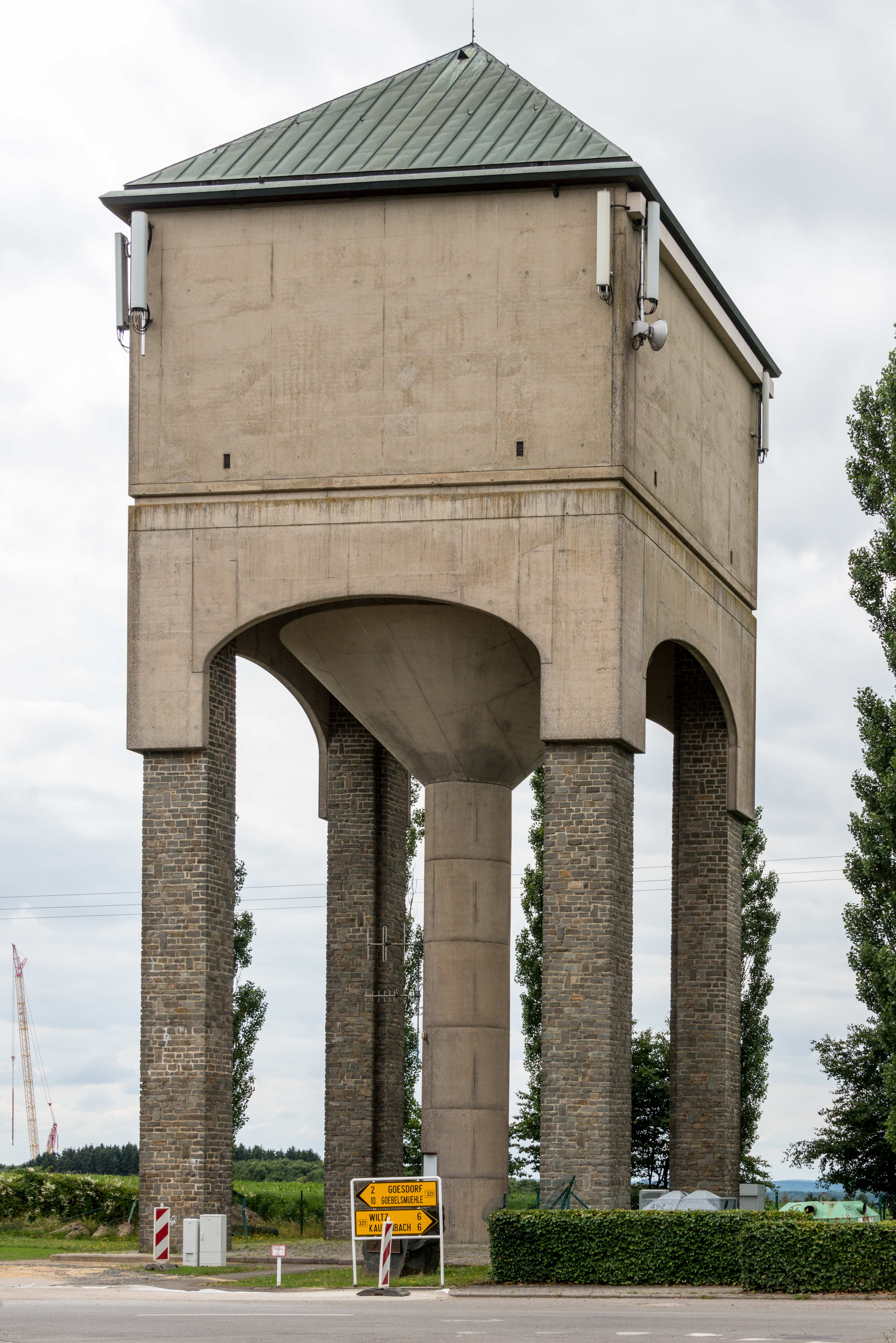
Watertoren, Dahl (2016)

Dahl (Luxemburgs: Dol) is een plaats in de gemeente Goesdorf en het kanton Wiltz in Luxemburg.
Dahl telt 233 inwoners (2001).